# Вальдек (замок)
Ва́льдек (нем. Schloss Waldeck) — средневековый замок, расположенный в Германии на берегу плотинного озера Эдерзе на реке Эдер в федеральной земле Гессен в районе Вальдек-Франкенберг около одноимённого города. Замок основан в XII веке. После того, как замок перешел во владение Фольквина II, графа Шваленберг (1136/1137—1177/1178), его название вошло в графский титул и стало фамилией владетельного дома Вальдек.
В настоящее время часть замка является отелем, часть — музеем «Замок и цитадель».